# Pont-Hébert

Pont-Hébert este o comună în departamentul Manche, Franța. În 1 ianuarie 2018 avea o populație de 1.587 de locuitori.